# Niemiecka Kompania Zmotoryzowana
Niemiecka Kompania Zmotoryzowana (wł. Compagnia Autocarrata Tedesca, niem. Deutsche Motorisierte Kompanie) – mały oddział wojskowy sformowany przez Włochów z niemieckich ochotników w czasie kampanii wschodnioafrykańskiej podczas II wojny światowej.

## Historia oddziału
Po wybuchu II wojny światowej w Europie, niemieccy obywatele przebywający we francuskich i brytyjskich koloniach w Afryce kierowali się na tereny kontrolowane przez sojusznicze Włochy. Do Włoskiej Afryki Wschodniej przybyło przed 10 czerwca 1940 od około 140 do 150 Niemców, głównie z Tanganiki i Kenii. Znaczna część z nich przypłynęła na pokładzie włoskiego statku Piave. W portach włoskich kolonii ukryło się również kilka niemieckich statków handlowych. Po przystąpieniu Włoch do wojny Niemcy wyrazili chęć walki u boku sojuszników przeciwko Brytyjczykom. Włoskie dowództwo nie pozostało obojętne i zaczęło formować oddział wojskowy, który ostatecznie osiągnął siłę kompanii.
Większość Niemców miała dotychczas słabe przeszkolenie wojskowe lub nie przeszła go w ogóle. Niemców wyposażono we włoskie mundury i broń. Na uzbrojenie ochotników składały się pistolety Glisenti, karabiny Carcano, karabiny maszynowe Breda i Schwarzlose. Oddziałowi przydzielono też kilka zaimprowizowanych wozów opancerzonych i ciężarówek. Szkolenie jednostka przeszła w erytrejskim mieście Asmara.

2 lipca 1940 została ostatecznie sformowana Niemiecka Kompania Zmotoryzowana. Gubernator Erytrei, generał Luigi Frusci zanotował w raporcie: 

Dziś sformowana została niemiecka kompania zmotoryzowana. Jako dowódca kieruję słowa pozdrowienia do tych synów narodowosocjalistycznych Niemiec, którzy ochotniczo przywdziali mundury, by dzielić wraz z nami chwałę i ciężar wojny, jaką prowadzimy wspólnie w imię sprawiedliwości. [...] Synowie narodowosocjalistycznych Niemiec będąc z dala od swej ojczyzny, u nas znajdą koleżeństwo i przyjaźń, które umocni jeszcze trudna, natchniona wielkimi ideałami walka!

 Dowódcą został niemiecki oficer rezerwy, porucznik Gustav Hamel, który brał udział w walkach I wojny światowej. Symbolem oddziału stała się trójkątna flaga, nadana mu przez generała Frusciego. Po jednej stronie znajdowała się na niej flaga Włoch, po drugiej flaga III Rzeszy.
Istnienie jednostki było szeroko wykorzystywane przez włoską propagandę w audycjach radiowych nadawanych z Addis Abeby.
Kompanię włączono w strukturę jednego z włoskich batalionów zmotoryzowanych. W listopadzie 1940 Niemcy po raz pierwszy wzięli udział w akcjach na pograniczu Erytrei i Sudanu. W 1941 uczestniczyli w bitwach o Agordat i Keren. W czasie odwrotu wojsk włoskich do Asmary Compagnia Autocarrata Tedesca, jako ariergarda, prowadziła działania osłaniające. 
W styczniu 1941 na stanowisku dowódcy kompanii Hamela zastąpił przybyły samolotem z Niemiec podporucznik Heinz Werner Schmidt. Jednak już w marcu opuścił on jednostkę odlatując do Libii, gdzie został przydzielony jako adiutant generała Erwina Rommla, dowódcy Afrika Korps.
Reszta żołnierzy, która przetrwała zajęcie Erytrei przez wojska alianckie dołączyła do wojsk dowodzonych przez księcia Amedeo d’Aostę. Pod jego dowództwem służyli podczas bitwy pod Amba Alagi w maju 1941, gdzie oddział został kompletnie zniszczony.
Według Heinza Wernera Schmidta tylko kilkorgu z niemieckich ochotników udało się uciec z Afryki Wschodniej i dotrzeć na pokładzie czterech włoskich okrętów podwodnych do włoskiej bazy morskiej Betasom w Bordeaux.